# Gerhard Dahne
Gerhard Dahne (* 28. Mai 1934 in Berlin) ist ein deutscher Schriftsteller, Publizist und Verleger. Er war Leiter des Altberliner Verlages.

## Leben
Dahne besuchte die Volks- und Mittelschule, später die Arbeiter-und-Bauern-Fakultät. Von 1953 bis 1956 absolvierte er die Offiziersschule in Dresden und wurde Leutnant der Artillerie. Von 1956 bis 1959 studierte er Germanistik, Pädagogik und Geographie an der Karl-Marx-Universität Leipzig. Danach arbeitete er bis 1979 beim Ministerium für Kultur der DDR, ab 1974 als Leiter der Abteilung Belletristik, Kunst- und Musikliteratur. Von 1977 bis 1980 war er Mitglied des Wissenschaftlichen Rates für Fragen des Sozialistischen Realismus.
Von 1979 bis 1993 war Dahne Verlagsleiter bzw. Geschäftsführer des Altberliner Verlages. Nach 1990 war er im Börsenverein der deutschen Buchhändler aktiv und Vorstandsmitglied des Verbandes der Verlage und Buchhandlungen Berlin-Brandenburg. 1994 ging er in den Ruhestand.

## Werke
- Westdeutsche Prosa. Ein Überblick. Berlin, 1967.
- Zur Problematik des Geschichtsbewusstseins im Werk von Günter Grass. Inaugural-Dissertation zur Erlangung des akademischen Grades Dr. phil. des Wissenschaftlichen Rates der Ernst-Moritz-Arndt-Universität Greifswald. Vorgelegt von Gerhard Dahne, geb. am 28. Mai 1934 in Berlin. Greifswald 1970.
- Die ganz merkwürdigen Sichten und Gesichte des Hans Greifer, Halle, 1975.
- Berba – Ein Tag im Leben eines Löwen, Berlin, 1982.
- Kostbarkeiten aus dem deutschen Sagenschatz (Hrsg.), Altberliner Verlag, 1988, ISBN 3-357-00033-4.
- Spuk auf der Kokospalme, Berlin, Altberliner Verl., 1992.
- Wenn ich wachse, Berlin, Altberliner Verl., 1993.
- Ich bewege mich, Berlin, Altberliner Verl., 1993.